# Acranthera parviflora
Acranthera parviflora är en måreväxtart som beskrevs av Theodoric Valeton. Acranthera parviflora ingår i släktet Acranthera och familjen måreväxter. Inga underarter finns listade i Catalogue of Life.